# Giberto da Fogliano

Stemma dei Da Fogliano.

Giberto da Fogliano (Reggio nell'Emilia, fine XIII secolo – Reggio nell'Emilia, 1372 circa) è stato un condottiero e politico italiano, signore di Reggio.

## Biografia

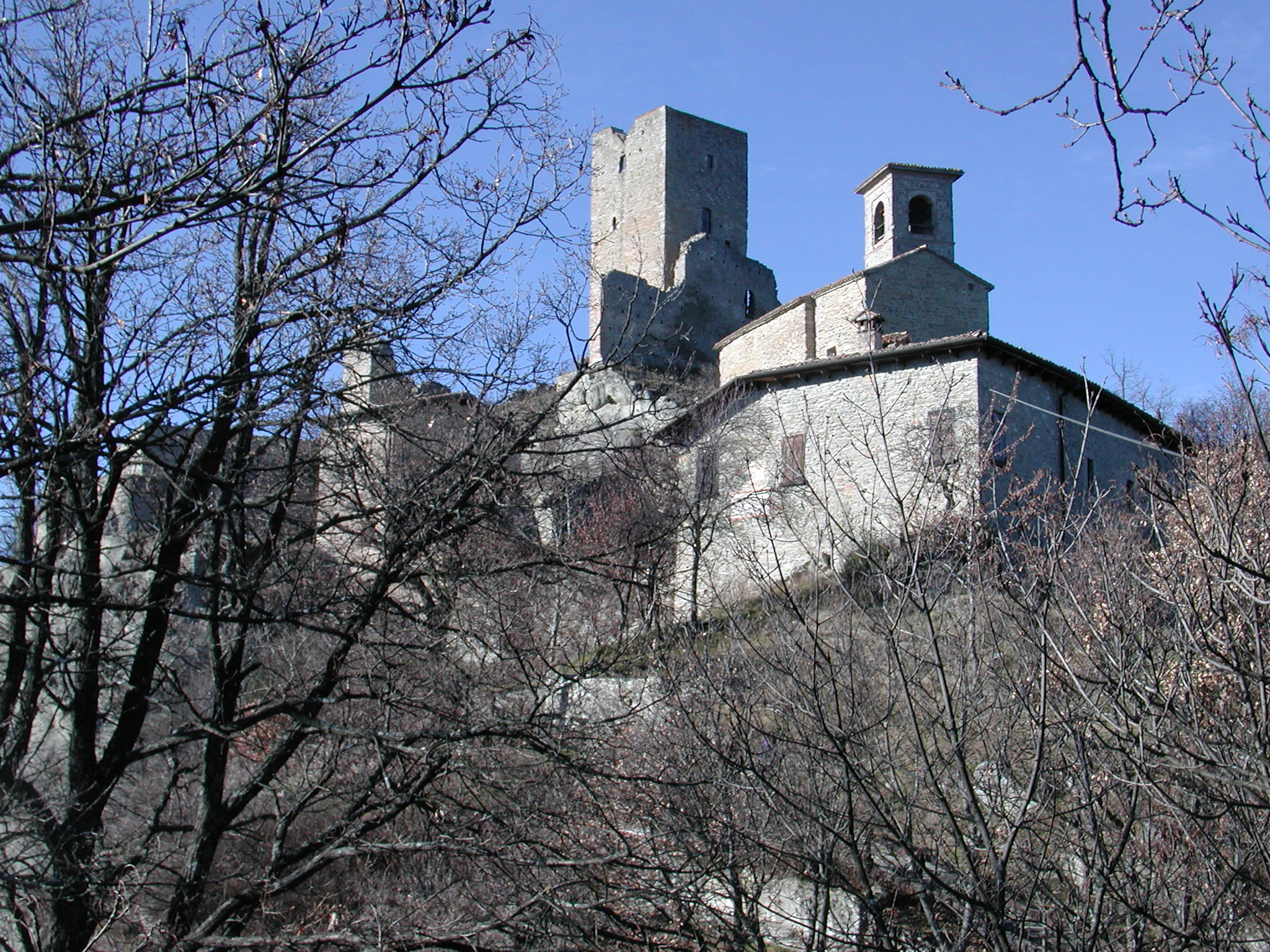
Castello di Carpineti

Era figlio di Niccolò, della nobile famiglia reggiana da Fogliano e di Caterina della Scala.
Le prime notizie relative a Giberto risalgono agli inizi del XIV secolo, quando assieme ai fratelli venne investito del feudo di Carpineti. Nel 1328 i Fogliani provvidero a cacciare da Reggio il governatore pontificio voluto da papa Giovanni XXII, incarcerando gli esponenti della famiglia guelfa dei Roberti, loro nemici. Nello stesso anno in cui Ludovico il Bavaro scese in Italia, Giberto scelse di schierarsi coi ghibellini e in seguito fu eletto vicario imperiale di Reggio.
A seguito degli accordi presi dalla lega di Castelbaldo però la città di Reggio passò nel 1335 sotto i Gonzaga di Mantova, che però risparmiarono le proprietà dei Fogliani. Giberto si ritirò a Verona presso gli Scaligeri e passò alle loro dipendenze. Nel 1336 combatté per Mastino II della Scala in difesa di Treviso, dove fu fatto prigioniero e liberato tre anni dopo. Venne quindi inviato i qualità di capitano generale a Lucca, quando venne venduta ai fiorentini.
Tornato nei suoi possedimenti, Giberto prese la armi contro i Gonzaga, appoggiato da Obizzo III d'Este e dagli Scaligeri ed assediò Reggio. Cadde nel 1344 nelle mani dei Gonzaga, che per vendicarsi abbatterono molti suoi edifici. Seguì un periodo di pace ma nel 1354 Giberto tentò nuovamente di impadronirsi di Reggio: l'azione non ebbe successo. Nel 1356 Giberto si schierò con i Visconti, intenzionati ad espandersi in Emilia e ad occupare Reggio. La tregua che dopo alcuni anni (1369) ne seguì, fu nuovamente sfavorevole a Giberto da Fogliano. Rinchiuso in prigione assieme alla famiglia, probabilmente morì nel 1372.

## Discendenza
Giberto ebbe nove figli:
- Luigi (?-1344)
- N.N. figlio (?-1354), uomo d'armi
- Daria, sposò Azzo I Sessi, condottiero
- N.N. figlia, uccisa dal padre
- Guido Savina (?-1379)
- Matteo (?-1342), uomo d'armi
- Bertolino (?-1354), uomo d'armi
- Francesco (?-1373), impiccato[2] uomo d'armi
- N.N. figlia, monaca uccisa dai fratelli